# Нортмор (Міссурі)
Нортмор (англ. Northmoor) — місто (англ. city) в США, в окрузі Платт штату Міссурі. Населення — 291 особа (2020).

## Географія
Нортмор розташований за координатами 39°11′4″ пн. ш. 94°36′20″ зх. д. / 39.18444° пн. ш. 94.60556° зх. д. (39.184509, -94.605488).  За даними Бюро перепису населення США в 2010 році місто мало площу 0,62 км², уся площа — суходіл.

## Демографія
Згідно з переписом 2010 року, у місті мешкало 325 осіб у 134 домогосподарствах у складі 82 родин. Густота населення становила 525 осіб/км².  Було 159 помешкань (257/км²).
Расовий склад населення:
| - 96,0 % — білих - 3,4 % — чорних або афроамериканців - 0,3 % — вихідців з тихоокеанських островів - 0,3 % — корінних американців |

До двох чи більше рас належало 0,0 %. Частка іспаномовних становила 1,2 % від усіх жителів.
За віковим діапазоном населення розподілялося таким чином: 16,6 % — особи молодші 18 років, 72,9 % — особи у віці 18—64 років, 10,5 % — особи у віці 65 років та старші. Медіана віку мешканця становила 42,4 року. На 100 осіб жіночої статі у місті припадало 113,8 чоловіків;  на 100 жінок у віці від 18 років та старших — 110,1 чоловіків також старших 18 років.
Середній дохід на одне домашнє господарство  становив 49 001 долар США (медіана — 43 125), а середній дохід на одну сім'ю — 52 760 доларів (медіана — 50 000). За межею бідності перебувало 16,8 % осіб, у тому числі 6,3 % дітей у віці до 18 років та 14,7 % осіб у віці 65 років та старших.
Цивільне працевлаштоване населення становило 189 осіб. Основні галузі зайнятості: освіта, охорона здоров'я та соціальна допомога — 18,5 %, науковці, спеціалісти, менеджери — 13,2 %, виробництво — 10,1 %, мистецтво, розваги та відпочинок — 9,5 %.